# Racó de Mar
Racó de Mar és una platja a la Costa dels Tarongers, al municipi de Canet d'en Berenguer (Camp de Morvedre, País Valencià). La platja ocupa la façana litoral del terme d'aquest municipi, emmarcat enmig del terme de Sagunt. A l'extrem sud hi ha el port esportiu de la localitat.